# カナ304船団
カナ304船団（カナ304せんだん）は、太平洋戦争末期の1945年3月に鹿児島港から那覇港へ陸軍部隊輸送のため出航した日本の護送船団である。アメリカ海軍潜水艦および沖縄戦の準備に訪れたアメリカ海軍機動部隊の攻撃を受け、開城丸など輸送船4隻と護衛艦艇5隻が全滅した。
なお、同名船団が存在する可能性があるが、ここでは1945年3月13日出航の船団について述べる。

## 背景
1945年（昭和20年）1月にルソン島の戦い、2月に硫黄島の戦いが始まり、沖縄など南西諸島にもアメリカ軍の上陸が近づいた。日本軍は、沖縄を防衛する第32軍を少しでも増強すべく最後の努力を試み、第4海上護衛隊による護衛の下で日本本土から輸送船団を次々と送り出した。アメリカ軍は南西諸島周辺に潜水艦を配置するとともに、マリアナ諸島からもPB4Y-1/2哨戒爆撃機を飛ばしてこれらの日本艦船を狙い、かなりの損害を与えていた。3月1日には高速空母機動部隊である第58任務部隊も沖縄を激しく空襲し、カタ604船団（輸送船4隻・護衛艦4隻）を壊滅させるなど日本側に大損害を与えた。
3月1日の空襲を受けていよいよ沖縄上陸が差し迫ったと判断した日本軍は、3月13日以降に南西諸島への緊急輸送を実施することにした。カナ304船団もその一環で編成された鹿児島発・那覇行きの護送船団である。加入輸送船はもともと沖縄定期航路に就航していた貨客船開城丸を含む4隻で、海上輸送第15大隊主力（本部、第1・第3・第5中隊および材料廠）を分乗させて輸送するのが任務だった。開城丸には軍関係者以外の一般船客73人も乗っている。護衛は、3月1日の空襲で損傷した艦艇を急速修理して揃えたもので、第4海上護衛隊指揮下の水雷艇友鶴、第68号海防艦と特設掃海艇3隻の陣容だった。
一方、アメリカ軍は、4月1日の沖縄本島上陸を予定し、事前攻撃を着々と進めていた。3月4日以降に順次ウルシー環礁へ帰投していた第58任務部隊は、日本軍の反撃能力を殺ぐため西日本一帯の日本側艦船および航空機を目標とした空襲を行うことになり、14日の出撃に向けて補給と整備、乗員の休養をしていた。11日に日本の第七六二海軍航空隊が第二次丹作戦で特別攻撃隊による長距離攻撃を試みたが、空母1隻を損傷させるにとどまった。

## 航海の経過
3月13日に鹿児島湾で編成を整えたカナ304船団は、午後10時に出航した。情勢が極度に不良と判断したため奄美大島古仁屋で一時待機したが、16日午後10時に前進を再開した。しかし、18日昼に硫黄鳥島南西55km付近で敵機1機に発見された。警戒を強化してなおも前進していたところ、同日午後5時頃に貨物船第三筑紫丸（三井船舶：1012総トン）が雷撃された。左舷中央に被雷した第三筑紫丸は船体が切断されて急速に沈没した。これは、アメリカの潜水艦トリガーの雷撃でアメリカ側記録によると沈没地点は北緯28度05分 東経126度44分 / 北緯28.083度 東経126.733度である。
第三筑紫丸撃沈と同じ3月18日、アメリカ第58任務部隊は九州や瀬戸内海の日本軍拠点に対する空襲を開始していた。日本側はこれ以上の航行継続は危険と判断し、カナ304船団の嵊泗列島泗礁山泊地への退避を決心。船団は、3月20日午後1時に泗礁山へ到着した。

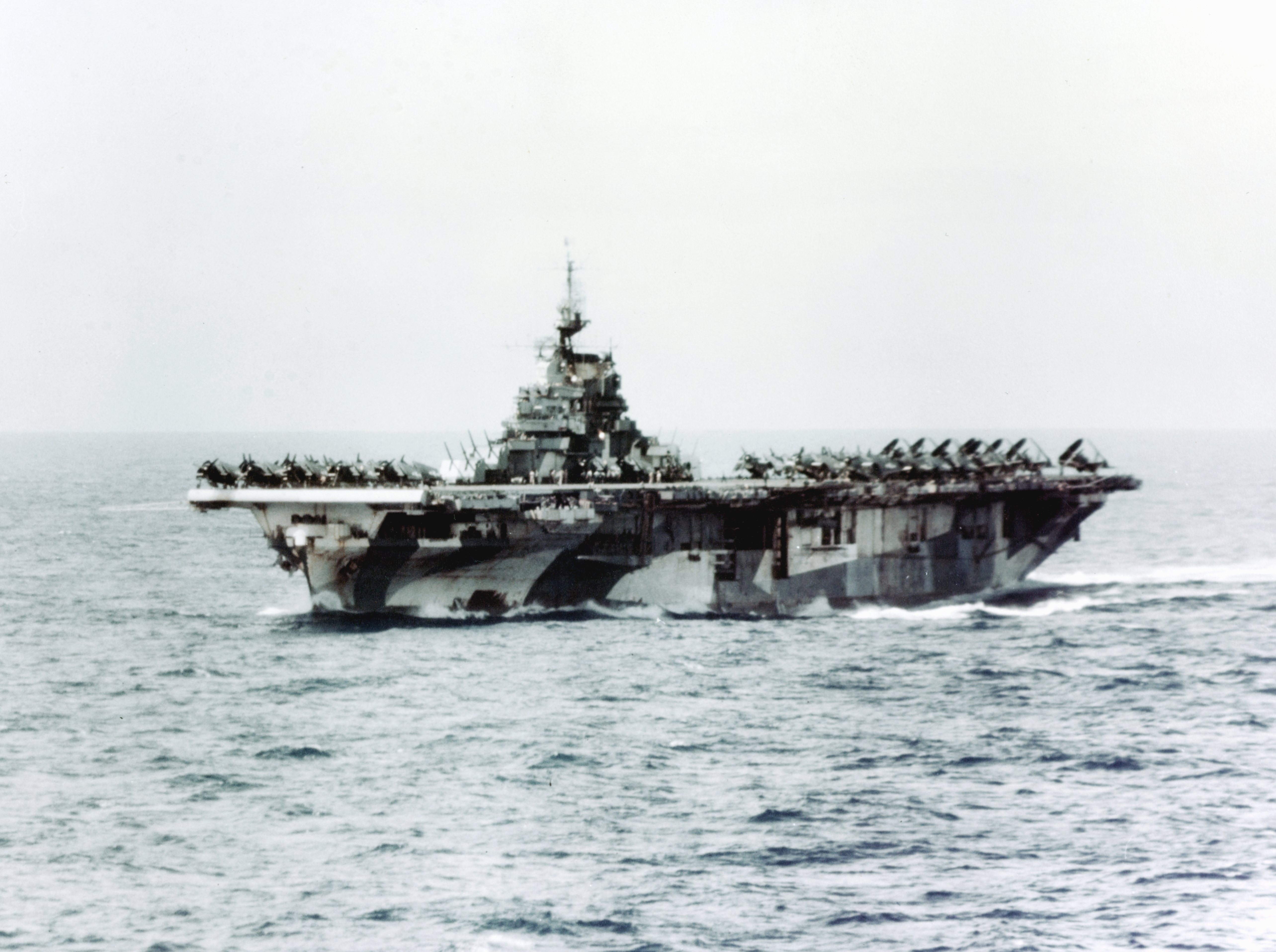
沖縄付近で作戦行動中のアメリカ空母ホーネット（1945年3月27日）。

3月18日から21日にかけ、日本の基地航空部隊と第58任務部隊の間で九州沖航空戦が展開された。日本側は、この戦闘によりアメリカ空母5隻などを撃沈したと過大に戦果判定した。22日には戦闘が止み、日本側は第58任務部隊が再編のためウルシー環礁へ撤退中と誤認した。
戦況が好転したとの判断に基づき、カナ304船団は、3月22日午後5時に泗礁山泊地から那覇へ向けて再出航した。ところが実際には第58任務部隊は日本近海にとどまっており、23日に南西諸島に対する空襲を開始した。那覇へ向かっていたカナ101船団（輸送船1隻・護衛艦3隻）などの日本艦船に被害が続出した。情勢が再び悪化したのを受け、カナ304船団は針路を北20度方向へ変えて退避に移った。
3月24日午前8時30分、退避中のカナ304船団はアメリカ陸軍航空軍のB-24爆撃機または海軍型のPB4Y哨戒爆撃機により発見された。2機のB-24の爆撃で、特設掃海艇関丸が午前11時45分にトカラ列島沖北緯29度12分 東経125度13分 / 北緯29.200度 東経125.217度で沈没、貨物船荘河丸（大連汽船：2813総トン）も至近弾で機関が故障して航行不能に陥った。さらに、第58任務部隊の第1群である第58.1任務群（司令官：ジョゼフ・J・クラーク少将）に属する正規空母ベニントン、ホーネットと軽空母ベロー・ウッド、サン・ジャシントの搭載機が波状攻撃を加えた。午後3時50分頃の約40機による空襲で荘河丸がとどめを刺され、北緯29度13分 東経124度47分 / 北緯29.217度 東経124.783度付近で沈没。午後5時頃には約120機が船団を攻撃する状態となり、午後5時20分頃に開城丸（大阪商船：2025総トン）が沈没、杭州丸（大阪商船：2812総トン）やその他護衛艦艇もアメリカ側記録北緯29度13分 東経124度47分 / 北緯29.217度 東経124.783度付近でことごとく撃沈された。

## 結果
カナ304船団は、護衛艦艇まで全滅して乗船者の多くが死亡する完全な失敗に終わった。溺者救助できる船が残らなかったうえ、救命ボートにも機銃掃射が加えられ、悪天候・低温下での漂流が長期化するなどの悪条件が重なり、生存者は少なかった。荘河丸では277人が即死し、残りも1人を除いて疲労や低体温症で死亡した。一説には670人以上が乗船していた開城丸では、救命ボートに77人が移乗したものの、4月4日に長江河口の余山島に漂着した時の生存者は6人だけであった。杭州丸では輸送中の陸軍将兵280人・船員56人・船砲隊51人が全滅したと思われる。終戦時にまとめられた『船舶輸送間に於ける遭難部隊資料（陸軍）』によると、人的被害は杭州丸で280人行方不明、開城丸で305人行方不明となっている。
本船団以外の南西諸島緊急輸送船団も航空機及び潜水艦の激しい攻撃を受け、既述のカナ101船団で輸送船が全滅したほか、石垣島行きのサイ05船団（輸送船5隻・護衛艦5隻）も輸送船1隻を失って反転し、目的を達成したのはカタ504船団（輸送船3隻・護衛艦4隻）のみであった。そのカタ504船団で那覇に着いた輸送船2隻も、碇泊中の空襲で沈没している。機動部隊の脅威のため緊急輸送は作戦中止となった。
南西諸島への日本側海上交通を遮断したアメリカ軍は3月26日に慶良間諸島へ上陸し、地上での沖縄戦が開始された。
なお、本船団加入船のうち開城丸では犠牲者の一部が沖縄県民であることから対馬丸などとともに沖縄県関連の戦時遭難船舶として取り上げられることがある。ただし、既述のように沈没時には沖縄への増援輸送の途中で疎開船としての行動中ではない。開城丸は湖南丸や宮古丸などと並んで慰霊の対象とされており、1987年（昭和62年）に那覇市若狭の旭が丘公園に「海鳴りの像」と題する慰霊碑が建立されたほか、2007年（平成19年）には犠牲者名を記した刻銘板が設置されている。また、2001年（平成13年）には日本政府主催の合同洋上慰霊祭が客船ふじ丸を使って行われた。

## 編制
- 輸送船 - 貨物船杭州丸、同第三筑紫丸、同荘河丸、貨客船開城丸
- 護衛艦 - 水雷艇友鶴、第68号海防艦、特設掃海艇関丸、同ちとせ丸、同第十六昭南丸